# محمد هادي الظفيري
محمد هادي الظفيري، لاعب كرة قدم كويتي.
و هو يلعب مع نادي النصر الكويتي